# Suarez (groupe)
Pour les articles homonymes, voir Suárez.
Suarez est un groupe belge de pop rock composé du Belge d’origine italo-espagnole Marc Pinilla accompagné des trois « N’Java » : les frères Max et Pata Randriamanjava, et leur cousin Dada Ravalison. David Donnat rejoint le groupe en 2011. Marc Pinilla assure le chant et la guitare, Dada Ravalison joue de la guitare et de la basse, Pata Njava est à la batterie, Maximin Njava est également à la basse et guitare. David, lui assure aux percussions. Les cousins assurent aussi les chœurs. Ils sont un groupe belge et plus particulièrement de Mons, où ils composent dans leur studio.
Le nom du groupe vient de l'explorateur portugais Diego Suares qui a découvert en 1543 la baie de Diego-Suarez à Madagascar, d'où sont issus trois membres du groupe.

## Historique
Issus d’une famille de musiciens de Madagascar, les cousins Njava ont écrit des tubes malgaches dans leur pays d'origine avant de déménager en Europe dans les années 1990 à la suite d'un concours de world music qu'ils gagnent. Le groupe a obtenu de nombreuses récompenses. Njava a effectué des tournées européennes et s’est produit lors de grands festivals de world music dans le monde, signe sur un major et enchaîne trois tournées mondiales. Leur contrat leur est rendu et ils s'installent à Mons où ils rachètent un petit studio. En 2002, ils rencontrent Marc Pinilla, étudiant à la FUCaM et auteur-compositeur de nombreux projets allant de la pop anglaise à l’électro. Leur curiosité les mène à la pop française. Ils composent rapidement quelques titres acoustiques ayant des sonorités pop anglaise et world music. En 2007, ils forment le groupe Interphone. Celui-ci gagne le concours « Carrefour des Talents » des Francofolies de Spa et par la suite, le groupe se renomme Suarez.
On attend est le premier single de Suarez. Fin mars 2008, un premier 4 titres voit le jour et l'album sort en été 2008 sur le label 30 février. Le groupe sort en France sur Remark/Universal, le label de Marc Lumbroso. Ils enchaînent plus de cent concerts incluant Le Botanique, les Francofolies de Spa et le Thirtysfaction Festival et des concerts au Québec. Suarez assure également les premières parties de Vanessa Paradis ou Thomas Dutronc et est reçu sur des plateaux télévisés parisiens, dont Taratata. En juin 2009, le duo avec Stéphanie Crayencour, jeune actrice chez Rohmer, sort en single. Le 12 juin 2009, ils sont en première partie du concert du Doudou à Mons. Le groupe fait un voyage à Madagascar en décembre 2009. Le label boucle une session d’enregistrement à Waimes, aux célèbres studios de La Chapelle. 
Le 8 novembre 2010, Suarez sort son deuxième album, L'indécideur, qui contient les textes d'autres paroliers puisque Marc Pinilla a voulu écrire ses expériences avec d’autres : Fabrice Ballot-Lenat, Aline Renard, Antoine Hénaut. En juillet 2011, il est certifié disque d'or avec plus de 15 000 exemplaires vendus. Le 14 juin 2011, Suarez a reçu aux Octaves de la musique qui récompensent les meilleurs talents musicaux de Wallonie et Bruxelles, le prix d'album de l'année pour L'indécideur. Le 19 mars 2012, L'indécideur sort en France. 
Fin 2012, Marc Pinilla est choisi en tant que coach pour la deuxième saison de l'émission musicale de la RTBF, The Voice Belgique. 
Dans le cadre du festival Coup de cœur francophone à Montréal, Suarez reçoit le 5 novembre 2012 le prix Rapsat-Lelièvre 2012. 
En 2013, le leader du groupe est reconduit en tant que coach de la troisième saison de The Voice Belgique diffusée à partir de janvier 2014. 
Après un dernier concert le 15 novembre 2013 à l'Ancienne Belgique de Bruxelles, le groupe entre en studio et annonce un nouvel album pour le 
14 février 2014, précédé en janvier par le titre Au bord du gouffre.
Lors des demi-finales de The Voice Belgique, il a obtenu le Disque d'Or.
Enchaînant les concerts et festival en Belgique, le groupe sort en 2024 une compilation Best of des meilleurs titres pour célébrer leur 15 ans de scène.